# مسجد كلكتة تشي
مسجد كلكتة تشي هو مسجد تاريخي يعود إلى عصر القاجاريون، ويقع في تبريز.